# История Конституции России

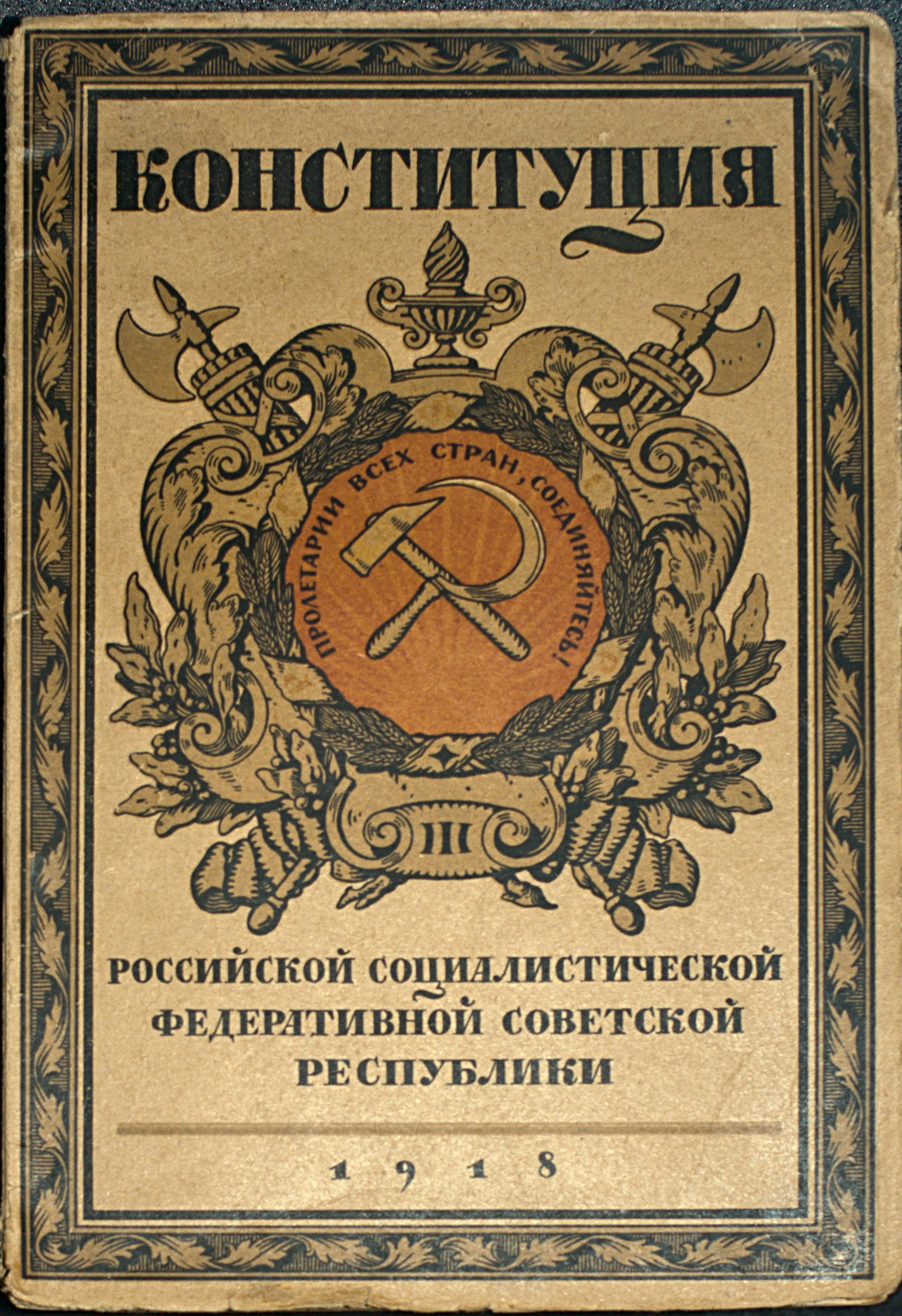
Обложка конституции РСФСР 1918 года

История Конституции России — процесс принятия в России нормативных правовых актов, каждый из которых имел высшую юридическую силу, с последующим внесением изменений в их тексты, либо отменой.
Действующая Конституция Российской Федерации была принята на всенародном голосовании 12 декабря 1993 года с изменениями, одобренными в ходе общероссийского голосования 1 июля 2020 года. Она пришла на смену конституции РСФСР 1978 года.

## Предыстория
Элементы конституционной монархии присутствовали в России в начале XVII века — власть царя Василия Шуйского была ограничена крестоцеловальной записью. Документы конституционного содержания появились в России в первой половине XVIII века. В 1730 году Дмитрий Михайлович Голицын попытался ввести на территории страны конституционную монархию. Власть императрицы Анны Иоанновны была ограничена «кондициями», но полноценная конституция не была введена. Опираясь на нижние чины армии, агитированные за абсолютную монархию Прокоповичем, Анна порвала кондиции и стала самодержицей всероссийской; члены Верховного тайного совета, к которому переходила полнота власти по кондициям, были почти все репрессированы.
В 1773 году, по гипотезе Н. Я. Эйдельмана, дипломат Никита Иванович Панин и литератор Денис Иванович Фонвизин попытались осуществить переворот, возвести на престол царевича Павла Петровича (воспитателем которого был Панин), а затем ввести в России конституцию. Екатерина II узнала о заговоре, но не подвергла заговорщиков репрессиям. Панин был лишь удалён от Павла, но при этом отблагодарствован императрицей.
В начале своего царствования Александр I также планировал ввести в стране конституцию, но отказался от этой идеи. В 1815 году конституцию получило Царство Польское. Конституцию требовали ввести в империи и декабристы, организации которых возникли в 1810-х годах. Проекты конституции, предлагавшиеся декабристами, были самыми различными: от незавершённого проекта, принадлежавшего Никите Муравьёву, который придерживался самых умеренных позиций, до радикальной «Русской правды» Павла Пестеля.
Существовал проект конституционной реформы, предложенный министром внутренних дел графом М. Т. Лорис-Меликовым на рассмотрение императора Александра II, однако он не был реализован из-за гибели последнего.

## Основные государственные законы Российской империи
Впервые кодифицированные в 1832 году законы под руководством М. М. Сперанского, в результате опубликования Манифеста Николая II «Об усовершенствовании государственного порядка» были значительно изменены и в редакции от 23 апреля 1906 года стали фактически первой конституцией России. Этот статус не был потерян даже после «Третьеиюньского переворота» 1907 года, который хотя и изменил избирательный закон, но не нарушил в дальнейшем закреплённый в порядок принятия законов или действие дарованных Основными законами прав.
Известно, что после Февральской революции Временное правительство готовило проект Конституции Российской демократической республики (т. н. «Кадетский проект»), который, однако, не был реализован в связи с приходом к власти большевиков. Россия провозглашена советской (социалистической) республикой.

## Конституция (Основной Закон) РСФСР 1918 года
Первая конституция Российской Федерации (РСФСР) была принята V Всероссийским съездом Советов на заседании 10 июля 1918 года как Конституция (Основной Закон) РСФСР и была опубликована в «Собрании Узаконений РСФСР». Основные принципы, которые легли в основу Конституции РСФСР 1918 года (как и Конституции СССР 1924 года), были изложены в «Декларации прав трудящегося и эксплуатируемого народа». Конституция 1918 года закрепила диктатуру пролетариата. Лица, жившие на нетрудовые доходы или использовавшие наемный труд, были лишены политических прав. Данная Конституция была самой идеологизированной из всех советских конституций. Она утратила силу в связи с принятием Конституции (Основного Закона) РСФСР, утверждённой Постановлением XII Всероссийского съезда Советов рабочих, крестьянских, казачьих и красноармейских депутатов от 11 мая 1925 года.

## Конституция (Основной Закон) РСФСР 1925 года
Утверждена Постановлением XII Всероссийского Съезда Советов от 11 мая 1925 года «Об Утверждении Конституции (Основного Закона) РСФСР». Её принятие обусловливалось вхождением РСФСР в состав новообразованного Союза ССР и приведением российского законодательства в соответствие союзному (главным образом, Конституции СССР 1924 года).
В данную Конституцию вносилось несколько изменений, связанных с изменениями административно-территориального деления и реорганизации органов советского управления.

## Конституция (Основной Закон) РСФСР 1937 года
Принята Постановлением Чрезвычайного XVII Всероссийского Съезда Советов от 21 января 1937 года «Об Утверждении Конституции (Основного Закона) РСФСР» из-за смены конституционного законодательства СССР в 1936 году (для приведения в соответствие Конституции СССР 1936 года).
Конституция (Основной Закон) РСФСР 1937 года изменила название страны с Российской Социалистической Федеративной Советской Республики на Российскую Советскую Федеративную Социалистическую Республику.

## Конституция (Основной Закон) РСФСР 1978 года
Введена в действие с Декларацией Верховного Совета РСФСР от 12 апреля 1978 года в порядке, установленном Законом РСФСР от 12 апреля 1978 года. Принята из-за смены общесоюзной «сталинской» конституции на «брежневскую» Конституцию СССР 1977 года на внеочередной VII сессии Верховного Совета РСФСР девятого созыва 12 апреля 1978 года.
В период с 27 октября 1989 года по 10 декабря 1992 года в текст Конституции вносился ряд значительных изменений. Например, 15 декабря 1990 года в Конституцию была включена преамбула и статья 1 Декларации о Государственном суверенитете РСФСР. 16 мая 1992 года согласно закону N 2708-I она стала называться Конституцией (Основным Законом) Российской Федерации — России согласно новой редакции:

В названии Конституции и преамбуле слова «Российской Советской Федеративной Социалистической Республики» и «РСФСР» заменить словами «Российской Федерации — России». В наименованиях разделов I, III—VIII, X, XI и глав 8, 13 — 16, 19 — 21, в статьях 2, 4, 7, 10 — 12, 17 — 19, 22, 24, 27, 30, 71, 75, 80, 81 — 84, 86, 87, 92, 97, 102—123, 125, 127—136, 140, 146, 149, 152—157, 160—165, 167, 168, 171, 173, 176—185 слова «Российская Советская Федеративная Социалистическая Республика», «Российской Советской Федеративной Социалистической Республики» и «РСФСР» заменить соответственно словами «Российская Федерация», «Российской Федерации». Из статей 97, 109 (пункт 20), 140, 167, 173 исключить слова «Конституция СССР», «СССР», «Союз ССР». Статьи 69, 74, 76, 77 исключить. Из статьи 134 слова «СССР», «Съезда народных депутатов СССР и Верховного Совета СССР,» и «Совета Министров СССР и» исключить. 
Уже летом 1992 года Конституция под новым названием была издана большим тиражом. Однако, Съезд народных депутатов отказался исключить из текста конституции упоминание о конституции и законах СССР, а часть 2 статьи 4 Конституции по-прежнему обязывала государственные и общественные организации, а также должностных лиц, соблюдать не только российское законодательство, но и общесоюзное (в том числе Конституцию СССР). Таким образом Конституция СССР 1977 года и законы СССР де-юре продолжали действовать на территории России до декабря 1993 года, несмотря на то, что де-факто распад СССР завершился двумя годами ранее.
В современной России до сих пор действуют некоторые документы, в которых осталось старое название «РСФСР»:
- Закон РСФСР от 15.12.1978 (ред. от 25.06.2002) «Об охране и использовании памятников истории и культуры» (действуют только статьи 20, 31, 34, 35, 40 и 42)
- Декларация СНД РСФСР от 12.06.1990 N 22-1 «О государственном суверенитете Российской Советской Федеративной Социалистической Республики»
- Закон РСФСР от 24.10.1990 N 263-1 «О действии актов органов Союза ССР на территории РСФСР»
- Закон РСФСР от 31.10.1990 N 293-1 «Об обеспечении экономической основы суверенитета РСФСР»
- Закон РСФСР от 22.03.1991 N 948-1 (ред. от 31.07.2025) «О конкуренции и ограничении монополистической деятельности на товарных рынках» (действуют только отдельные положения статьи 4)
- Закон РСФСР от 26.04.1991 N 1107-1 (ред. от 01.07.1993) «О реабилитации репрессированных народов»
- Закон РСФСР от 26.06.1991 N 1488-1 (ред. от 26.07.2017) «Об инвестиционной деятельности в РСФСР»
- Закон РСФСР от 26.06.1991 N 1490-1 (ред. от 02.02.2006) «О приоритетном обеспечении агропромышленного комплекса материально-техническими ресурсами»
- Указ Президента РСФСР от 15.11.1991 № 211 (с изм. от 26.06.1992) «О повышении заработной платы работников бюджетных организаций и учреждений»
- Указ Президента РСФСР от 21.11.1991 № 228 «Об организации Российской академии наук»
- Указ Президента РСФСР от 25.11.1991 № 232 (ред. от 21.10.2002) «О коммерциализации деятельности предприятий торговли в РСФСР»
- Указ Президента РСФСР от 28.11.1991 № 240 (ред. от 21.10.2002) «О коммерциализации деятельности предприятий бытового обслуживания населения в РСФСР»
- Указ Президента РСФСР от 03.12.1991 № 255 «О первоочередных мерах по организации работы промышленности РСФСР»
- Указ Президента РСФСР от 03.12.1991 № 256 «О мерах по стабилизации работы промышленного комплекса РСФСР в условиях экономической реформы»
- Указ Президента РСФСР от 03.12.1991 № 297 (ред. от 28.02.1995) «О мерах по либерализации цен»
- Указ Президента РСФСР от 12.12.1991 № 269 (ред. от 21.10.2002) «О едином экономическом пространстве РСФСР»
- Закон РСФСР от 25.12.1991 N 2094-1 «Об изменении наименования государства Российская Советская Федеративная Социалистическая Республика» (переименование государства в Российскую Федерацию)

## Конституция Российской Федерации 1993 года
Конституция Российской Федерации была принята 12 декабря 1993 года по результатам всенародного голосования, проведённого в соответствии с Указом Президента России от 15 октября 1993 года № 1633 «О проведении всенародного голосования по проекту Конституции Российской Федерации». Термин «всенародное голосование» (а не «референдум») был использован для того, чтобы обойти положение действовавшего на тот момент времени Закона о референдуме РСФСР, по которому глава республики не мог инициировать проведение референдума, но при этом, согласно статье 1 данного документа, оба этих термина являлись равнозначными. Также в законе было сказано, что право на принятие решения о его назначении принадлежит лишь Съезду народных депутатов, а в период между съездами — Верховному Совету страны; изменения в текст Основного закона вносились большинством голосов от общего числа избирателей. Данный акт действовал до 16 октября 1995 года, пока не был формально отменён Федеральным конституционным законом от 10 октября 1995 года № 2-ФКЗ «О референдуме Российской Федерации».
Значительным отличием подписанного Ельциным Указа «О проведении всенародного голосования по проекту Конституции Российской Федерации» от Закона РСФСР «О референдуме» являлось положение, согласно которому Конституция России считалась бы принятой, в случае если «за её принятие проголосовало более 50 процентов избирателей, принявших участие в голосовании» (пункт «и» части 2 статьи 22 Положения о всенародном голосовании, утверждённого Указом), тогда как по советскому Закону о референдуме решения по конституции считались принятыми, только если «за них проголосовало более половины граждан РСФСР, внесённых в списки для участия в референдуме».
Нынешняя Конституция Российской Федерации 1993 года вступила в силу в день её опубликования на страницах «Российской газеты» — 25 декабря 1993 года. За новую Конституцию проголосовало 58,43 % от числа принявших участие в голосовании, что при явке в 54,81 % составляло 32,03 % от числа зарегистрированных в стране избирателей.
С момента принятия Конституции в неё несколько раз вносились изменения. 30 декабря 2008 года было принято два пакета поправок в этот нормативный правовой акт: первый увеличил срок полномочий президента России с 4 до 6 лет и Государственной думы с 4 до 5 лет, второй пакет поправок создали институт ежегодных отчётов правительства перед Госдумой. 5 февраля 2014 года был принят пакет поправок, упразднивших Высший арбитражный суд, 21 июля того же года был принят пакет поправок, добавивших право президента назначать представителей в Совет Федерации численностью не более 10 % от общего числа его членов (после поправок 2020 года их число увеличилось до 30, из которых не более 7 могут быть назначены пожизненно). 14 марта 2020 года был принят пакет, состоящий из 206 поправок, они были одобрены в ходе общероссийского голосования 1 июля с результатом в 77,92 % (при явке в 67,97 %), 4 июля данные поправки вступили в силу. Также в 65 статью Конституции вносились изменения, связанные с изменением состава Российской Федерации.